# Bedford

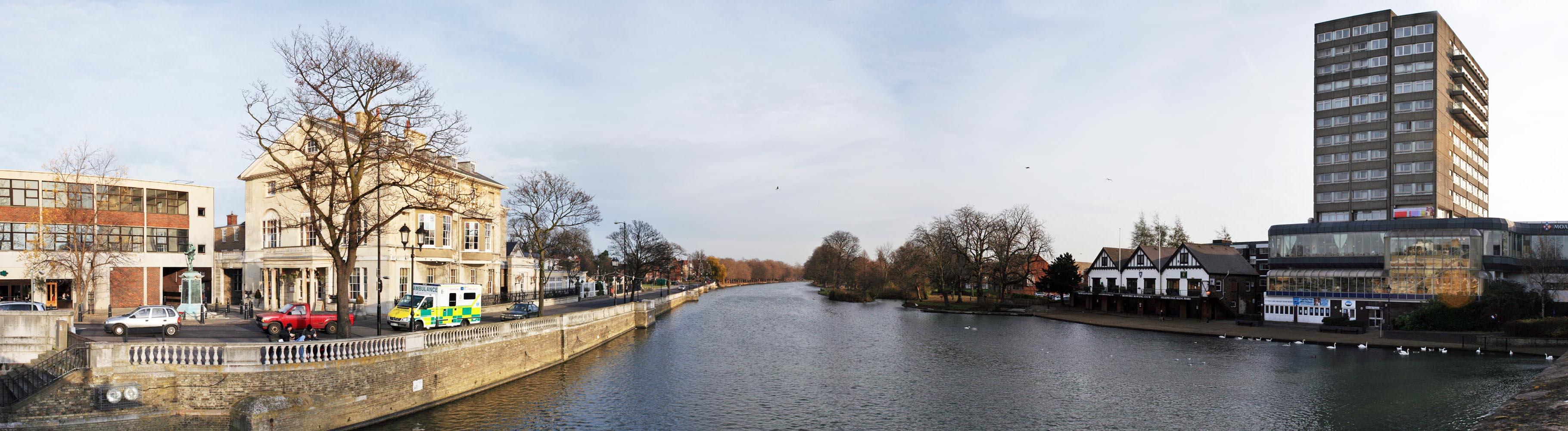
Râu din Bedford

Bedford este un oraș și un district ne-metropolitan din comitatul Bedfordshire, regiunea East, Anglia.  Districtul are o populație de 154.700 locuitori dintre care 79.190 locuiesc în orașul propriu zis, Bedford.

## Orașe în cadrul districtului
- Bedford
- Kempston

## Personalități născute aici
- Felicity Huffman (n. 1962), actriță;
- Jonathan Stroud (n. 1970), scriitor.